# Artelshofen
Artelshofen ist ein Gemeindeteil der Gemeinde Vorra im Landkreis Nürnberger Land (Mittelfranken, Bayern). Die Gemarkung Artelshofen hat eine Fläche von 5,971 km². Sie ist in 1247 Flurstücke aufgeteilt, die eine durchschnittliche Flurstücksfläche von 4788,19 m² haben.

## Lage
Das Pfarrdorf Artelshofen liegt südöstlich von Enzendorf und nördlich von Vorra an der Staatsstraße 2162, an der Pegnitz und an der Bahnstrecke Nürnberg–Cheb. Oberfranken und die Oberpfalz grenzen in unmittelbarer Nähe an. Die Nachbarortschaften sind Enzendorf, Großmeinfeld, Loch, Vorra, Stöppach und Treuf. Im Südosten befindet sich der Mühlberg (455 m). Im Ort liegt ein Bahnhof sowie ein Schloss.

## Geschichte

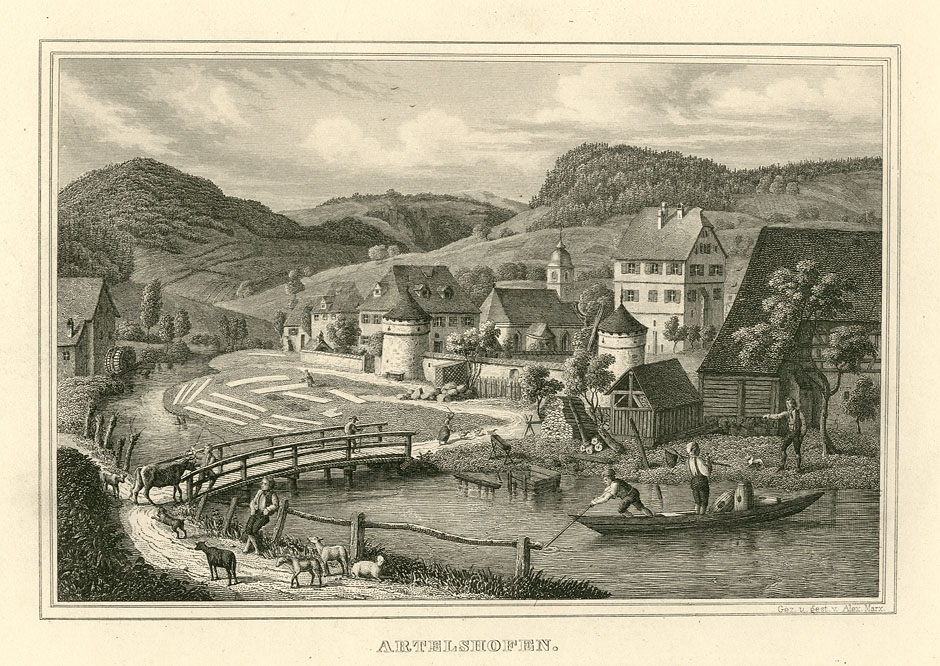
Artelshofen, Stahlstich aus dem 19. Jh.

Schloss Artelshofen wurde um 1300 als Wasserburg oder Weiherhaus am westlichen Ufer der Pegnitz erbaut, vermutlich als ein von einem Wassergraben umgebener Wohnturm eines lokalen Ministerialengeschlechts. Die erste urkundliche Erwähnung des Anwesens stammt von 1361 als Sitz des Heinrich von Sittenbach. 1806 kam der Ort zum Königreich Bayern. 1818 entstand mit dem Bayerischen Gemeindeedikt die Gemeinde Vorra als Selbstverwaltungskörperschaft. Im Zuge der Gebietsreform in Bayern wurden am 1. Januar 1972 die Gemeinden Alfalter und Artelshofen nach Vorra eingegliedert.

## Kultur und Sehenswürdigkeiten

### Baudenkmäler

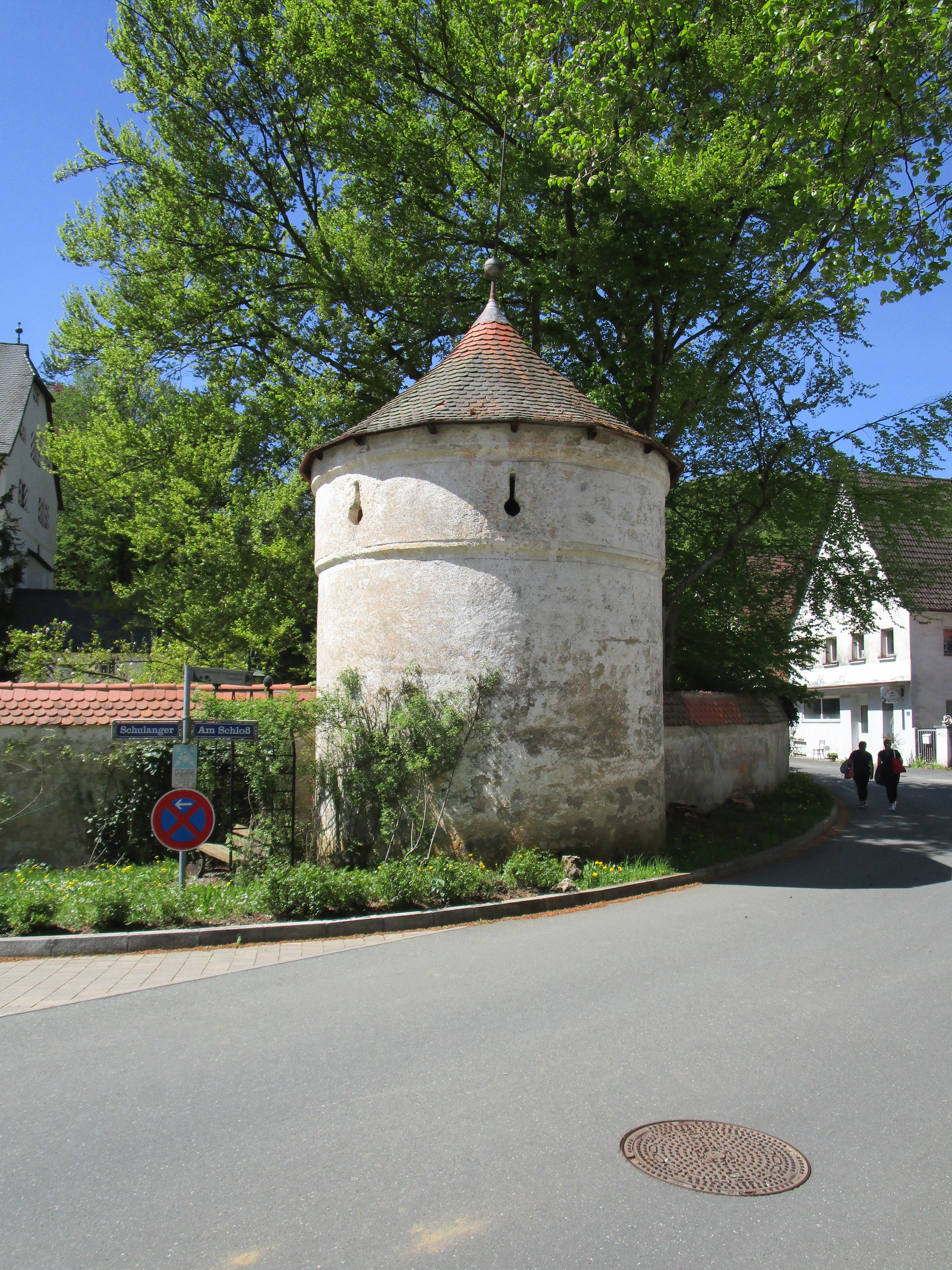
Der nördliche Wehrturm des Schlosses Artelshofen

- Schloss Artelshofen
- St. Jakobuskirche

### Sehenswürdigkeiten
- Naturdenkmal „Die lange Agnes“
- Naturdenkmal „Veldener Felsen“
- Wachtfelsen in Vorra